# 생명사랑하림재단
생명사랑하림재단은 농수산업 및 식품관련 인재육성과 학술진흥,유통개선 지원 및 농어민의 복지증진에 기여함을 목적으로 2003년 1월 29일 설립허가된 대한민국 농림축산식품부 소관의 재단법인이다. 사무실은 서울특별시 강남구 논현동 4-18에 있다.